# Liste der Biografien/Sn
Liste der Biografien |
Portal Biografien |
Personensuche
# |
A |
B |
C |
D |
E |
F |
G |
H |
I |
J |
K |
L |
M |
N |
O |
P |
Q |
R |
S |
T |
U |
V |
W |
X |
Y |
Z |
?
 
Sa |
Sb |
Sc |
Sd |
Se |
Sf |
Sg |
Sh |
Si |
Sj |
Sk |
Sl |
Sm |
Sn |
So |
Sp |
Sq |
Sr |
Ss |
St |
Su |
Sv |
Sw |
Sy |
Sz
Die Liste der Biografien führt alle Personen auf, die in der deutschsprachigen Wikipedia einen Artikel haben. Dieses ist eine Teilliste mit 426 Einträgen von Personen, deren Namen mit den Buchstaben „Sn“ beginnt.

## Sn

### Sna
- Snabe, Jim Hagemann (* 1965), dänischer ManagerJim Hagemann Snabe (* 1965)

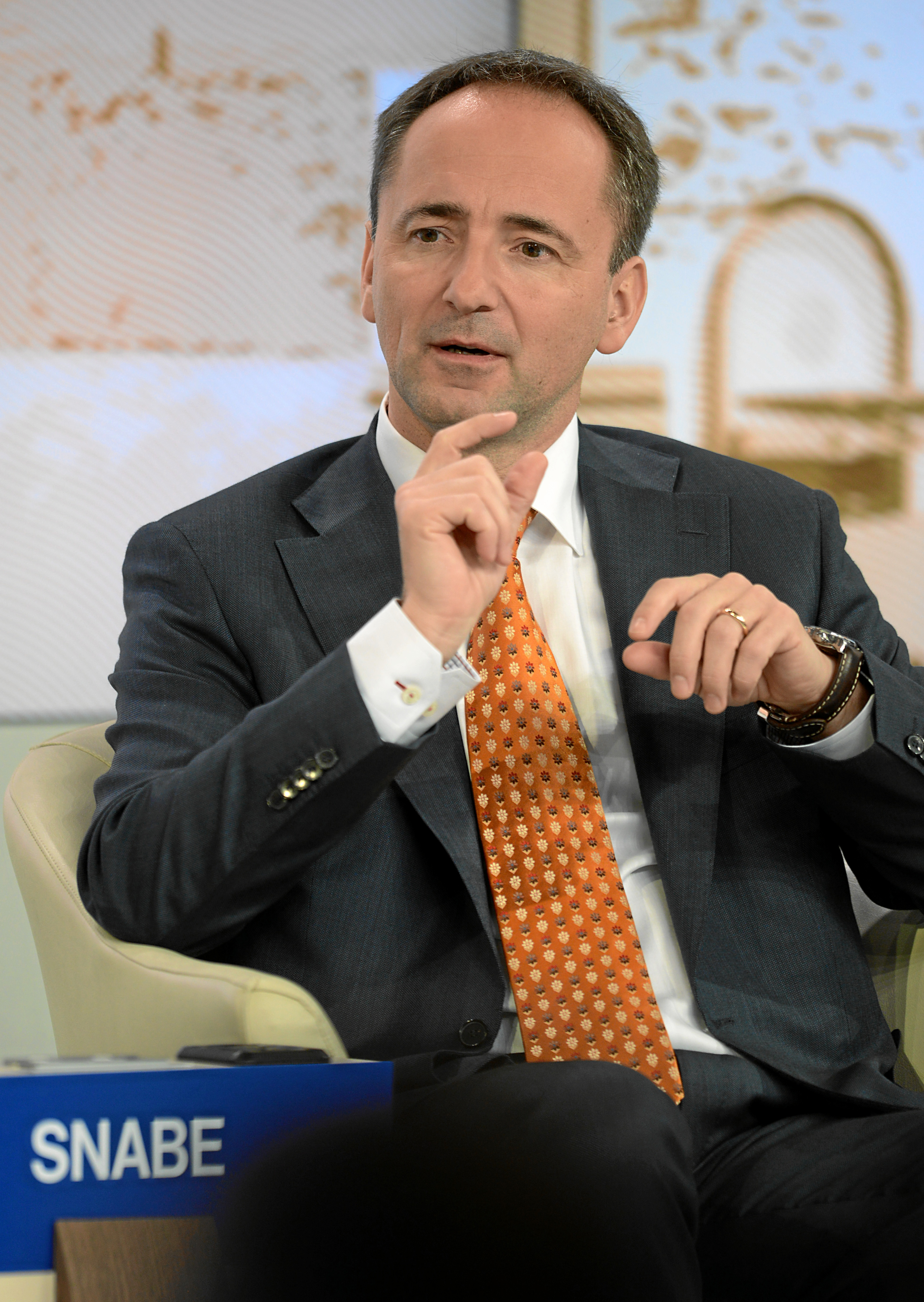
Jim Hagemann Snabe (* 1965)

- Snabilie, Maria Geertruida (1776–1838), niederländische Malerin
- Snacken, Sonja (* 1955), belgische Kriminologin und Hochschullehrerin
- Snaddon, Billy (* 1969), schottischer Snookerspieler
- Snæbjǫrn galti, Wikinger und Entdecker Grönlands
- Snæfríður Jórunnardóttir (* 2000), isländische Schwimmerin
- Snæúlvur, Akteur in der Färingersaga
- Snaga (* 1978), deutscher Rapper
- Snaga, Josef (1871–1946), deutscher Kapellmeister und Komponist
- Snail Mail (* 1999), US-amerikanische Singer-Songwriterin
- Snailhouse, kanadischer Musiker
- Snaith, Henry J., britischer Physiker
- Snaith, Nina (* 1974), britische Mathematikerin
- Snaith, Victor (1944–2021), britischer Mathematiker
- Šnajdarová, Diana (* 1983), slowakische Fußballspielerin
- Šnajder, Ivan (* 1997), kroatischer Handballspieler
- Snak, Maksim (* 1981), belarussischer Rechtsanwalt und Oppositioneller
- Snak, Marina Nikolajewna (* 1961), sowjetische und belarussische Rudersportlerin
- Snake Eater, kanadischer Lacrossespieler
- Snamenskaja, Alissa Moissejewna (1915–1995), russische Luftfahrtingenieurin
- Snape, Percy (1901–1963), englischer Fußballschiedsrichter
- Snape, Peter (* 1942), britischer Politiker (Labour Party), Mitglied des House of Commons
- Snapp, Henry (1822–1895), US-amerikanischer Politiker
- Snapp, Howard M. (1855–1938), US-amerikanischer Politiker
- Šnapštienė, Rasa (* 1963), litauische Politikerin, Vizebürgermeisterin der Stadtgemeinde Kaunas
- Snares, Venetian (* 1975), kanadischer Produzent elektronischer MusikVenetian Snares (* 1975)

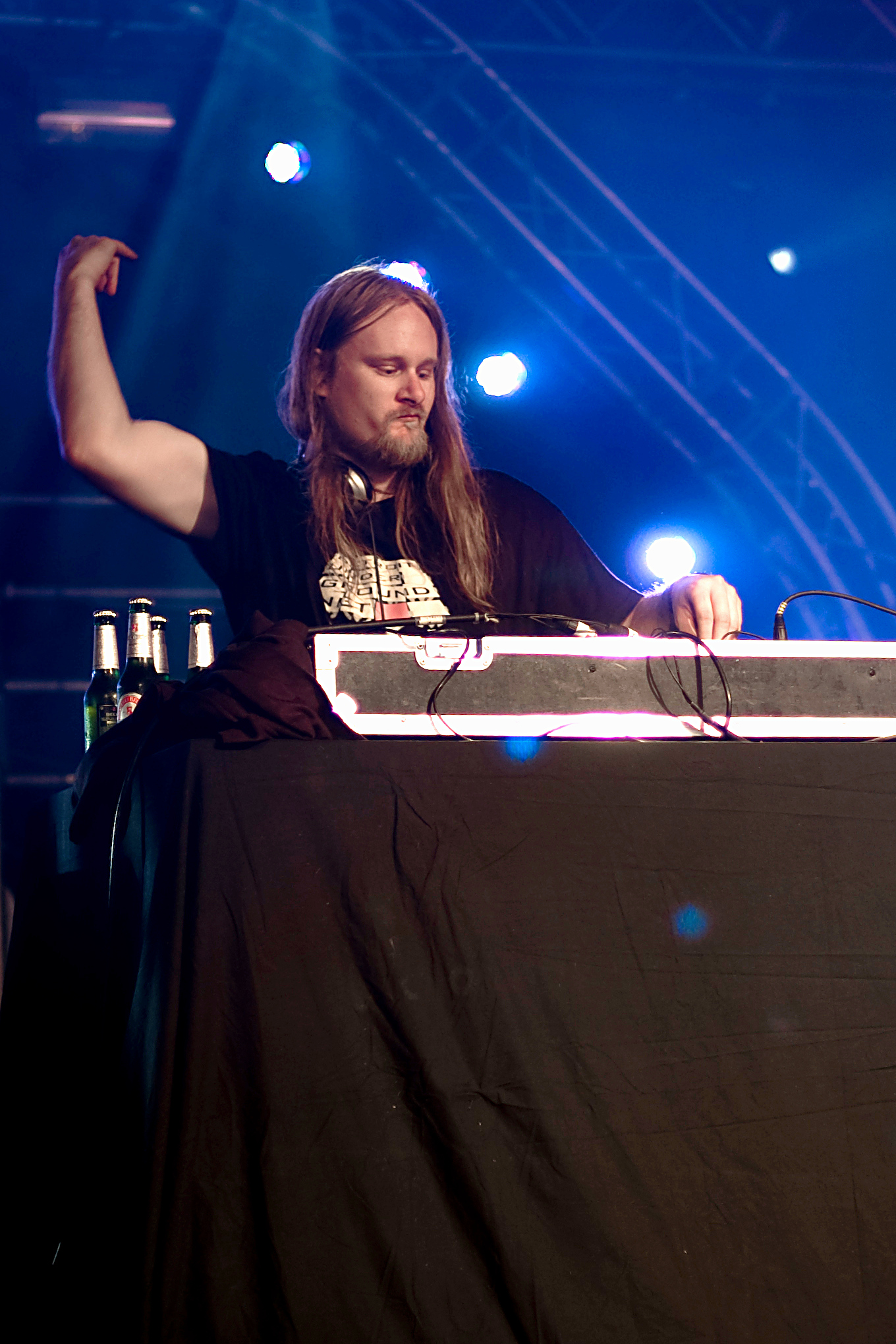
Venetian Snares (* 1975)

- Snarok, Oleg (* 1963), deutsch-lettischer Eishockeyspieler und -trainer
- Snášel, Václav (* 1957), tschechischer Mathematiker, Informatiker und Informationswissenschaftler
- Snater, Harald (* 1956), deutscher Fußballspieler
- Snay, Georg (1862–1930), deutscher Politiker (DDP), Oberbürgermeister in Görlitz (1906–1927)
- Snay, Werner (1892–1946), deutscher Landrat
- Snayers, Pieter (* 1592), flämischer Maler

### Sne
- Snead, Louise Willis (1866–1958), US-amerikanische Miniaturmalerin, Illustratorin, Journalistin und Buchautorin
- Snead, Sam (1912–2002), US-amerikanischer Golfspieler
- Snead, Thomas Lowndes (1828–1890), US-amerikanischer Jurist und Zeitungsmann sowie konföderierter Politiker und Offizier
- Snead, Willie IV (* 1992), US-amerikanischer American-Football-Spieler
- Sneaga, Vasile (* 1972), rumänischer Biathlet
- Sneap, Andy (* 1969), britischer Musikproduzent, Toningenieur, Gitarrist und KomponistAndy Sneap (* 1969)

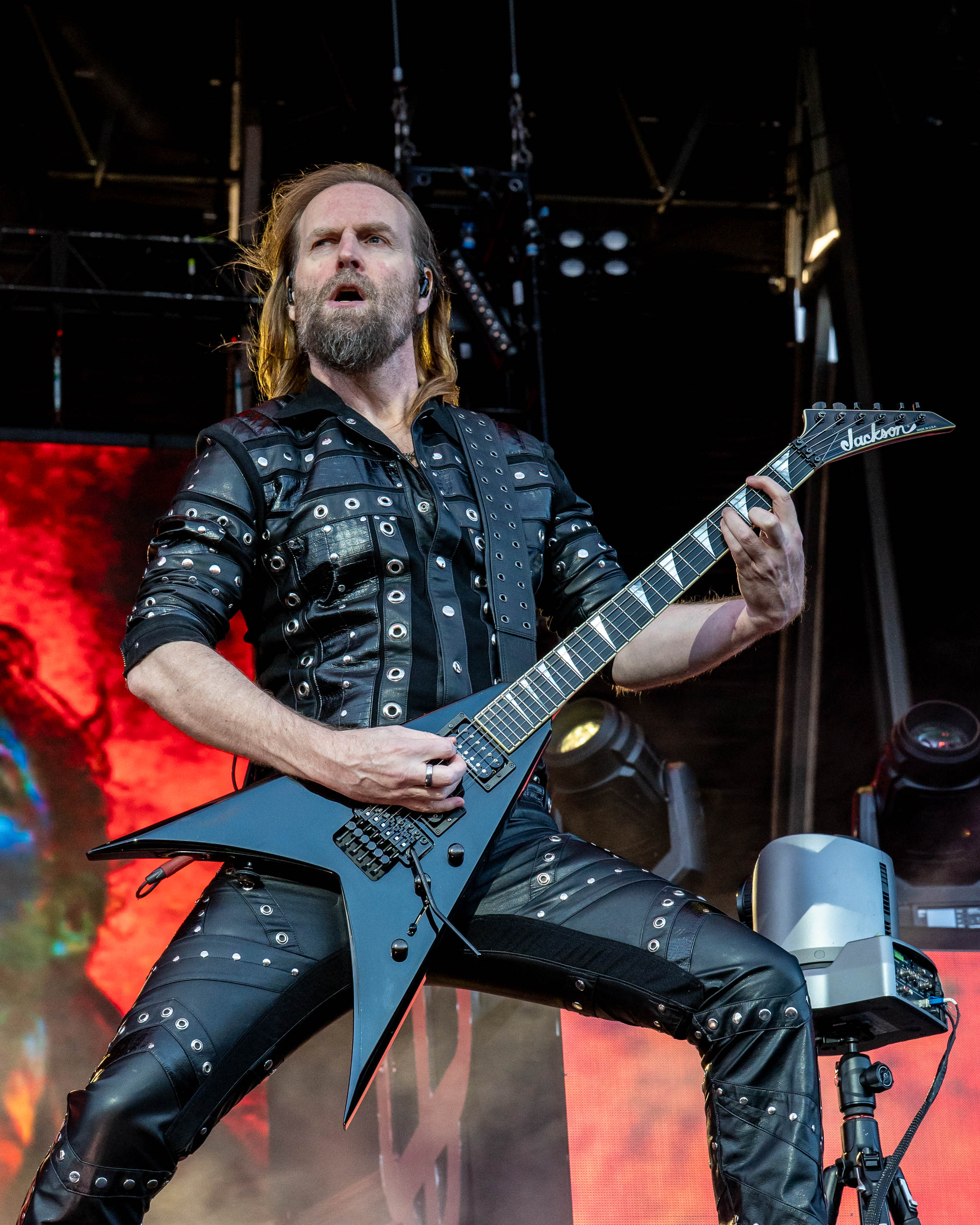
Andy Sneap (* 1969)

- Sneath, Bob (* 1949), australischer Politiker (Labor Party), Präsident des South Australian Legislative Council
- Sneazwell, Tony (* 1942), australischer Hochspringer
- Sneck, Bertha (1916–2010), US-amerikanische Lektorin in China
- Sneck, Liisa-Maria (* 1968), finnische Eishockeytorhüterin
- Sneck, Marco (* 1978), finnischer Musiker
- Snedden, Billy (1926–1987), australischer Politiker
- Snedden, John (* 1942), schottischer Fußballspieler
- Sneddon, David, schottischer Billardspieler
- Sneddon, Fiona (* 1981), schottische Badmintonspielerin
- Sneddon, Ian (1919–2000), schottischer Mathematiker und Physiker
- Sneddon, Megan (* 1985), schottische Fußballspielerin
- Sneddon, Tom (1941–2014), US-amerikanischer Jurist, Bezirksstaatsanwalt von Santa Barbara
- Snedecor, George W. (1881–1974), US-amerikanischer Statistiker, Erfinder der F-Verteilung
- Snedeker, Brandt (* 1980), US-amerikanischer Golfer der PGA TOUR
- Sneed, Harry (* 1940), US-amerikanischer Autor über Softwarewartung und Softwaretest
- Sneed, Joseph D. (1938–2020), US-amerikanischer Physiker und Philosoph
- Sneed, Joseph Tyree (1920–2008), US-amerikanischer Jurist
- Sneed, L’Jarius (* 1997), US-amerikanischer American-Football-Spieler
- Sneed, Sam (* 1968), US-amerikanischer Hip-Hop-Produzent und Rapper
- Sneed, William Henry (1812–1869), US-amerikanischer Politiker
- Sneedorff, Frederik (1760–1792), dänischer Historiker
- Sneek, Cornelis van († 1534), hauptsächlich in Deutschland wirkender niederländischer Dominikaner und Gegner der Reformation
- Sneevliet, Henk (1883–1942), niederländischer Politiker, Journalist, Gewerkschaftsführer und Antifaschist
- Sneferka, altägyptischer König der 1. Dynastie
- Snegarow, Iwan (1883–1971), bulgarischer Wissenschaftler, Ethnograph, Historiker
- Snegirjow, Max (* 1987), russischer Automobilrennfahrer
- Snegow, Sergei Alexandrowitsch (1910–1994), sowjetischer Wissenschaftler und Autor
- Snegur, Mircea Ion (1940–2023), moldauischer Politiker
- Snegur-Gherman, Natalia (* 1969), moldauische Diplomatin und Politikerin
- Sneh, Efraim (* 1944), israelischer Politiker
- Sneh, Mosche (1909–1972), israelischer Politiker und Militär
- Sneha, S.S (* 1998), indische Leichtathletin
- Sneider, Vern (1916–1981), US-amerikanischer Schriftsteller
- Šneidere, Dace (* 1973), lettische Badmintonspielerin
- Sneidern, Kjell von (1910–1999), schwedischer Ornithologe und Pflanzensammler
- Sneijder, Rodney (* 1991), niederländischer Fußballspieler
- Sneijder, Wesley (* 1984), niederländischer FußballspielerWesley Sneijder (* 1984)

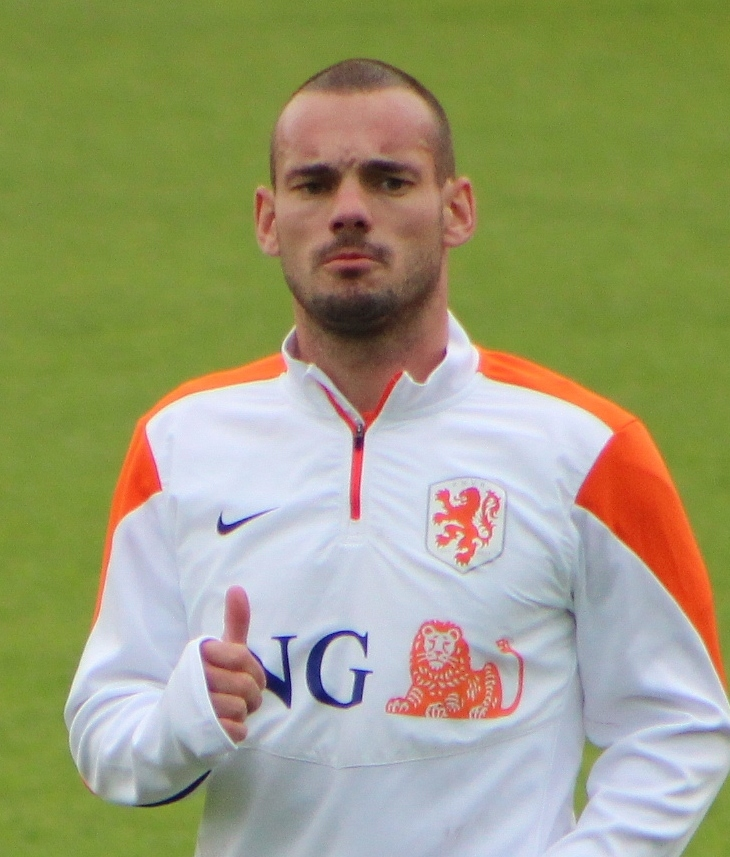
Wesley Sneijder (* 1984)

- Šnejdr, Filip (* 1995), tschechischer Mittelstreckenläufer
- Snel, Guido (* 1972), niederländischer Literaturwissenschaftler und Schriftsteller
- Snel, Menno (* 1970), niederländischer Politiker der linksliberalen D66
- Snel, Willebrord van Roijen (1580–1626), niederländischer Astronom und MathematikerWillebrord van Roijen Snell (1580–1626)

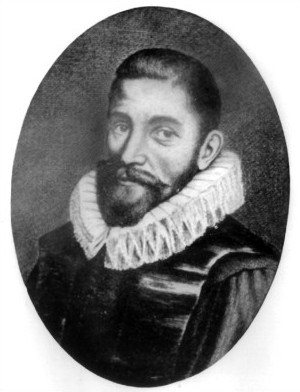
Willebrord van Roijen Snell (1580–1626)

- Snela, Bogdan (1937–2021), katholischer Theologe, Zen-Lehrer und Lektor
- Snela, Jan (* 1980), deutscher Schriftsteller
- Snelder, Danick (* 1990), niederländische Handballspielerin
- Snelders, Theo (* 1963), niederländischer Fußballtorhüter
- Snelgrove, Donald (1925–2016), britischer anglikanischer Theologe
- Sneli, Arne (* 1980), norwegischer Skispringer
- Sneli, Tore (* 1980), norwegischer Skispringer
- Snell, Belinda (* 1981), australische Basketballspielerin
- Snell, Bertrand (1870–1958), US-amerikanischer Politiker
- Snell, Bruno (1896–1986), deutscher klassischer Philologe
- Snell, Chris (* 1971), kanadischer Eishockeyspieler
- Snell, Christian Wilhelm (1755–1834), Landtagspräsident Herzogtum Nassau
- Snell, David Rees (* 1966), US-amerikanischer SchauspielerDavid Rees Snell (* 1966)

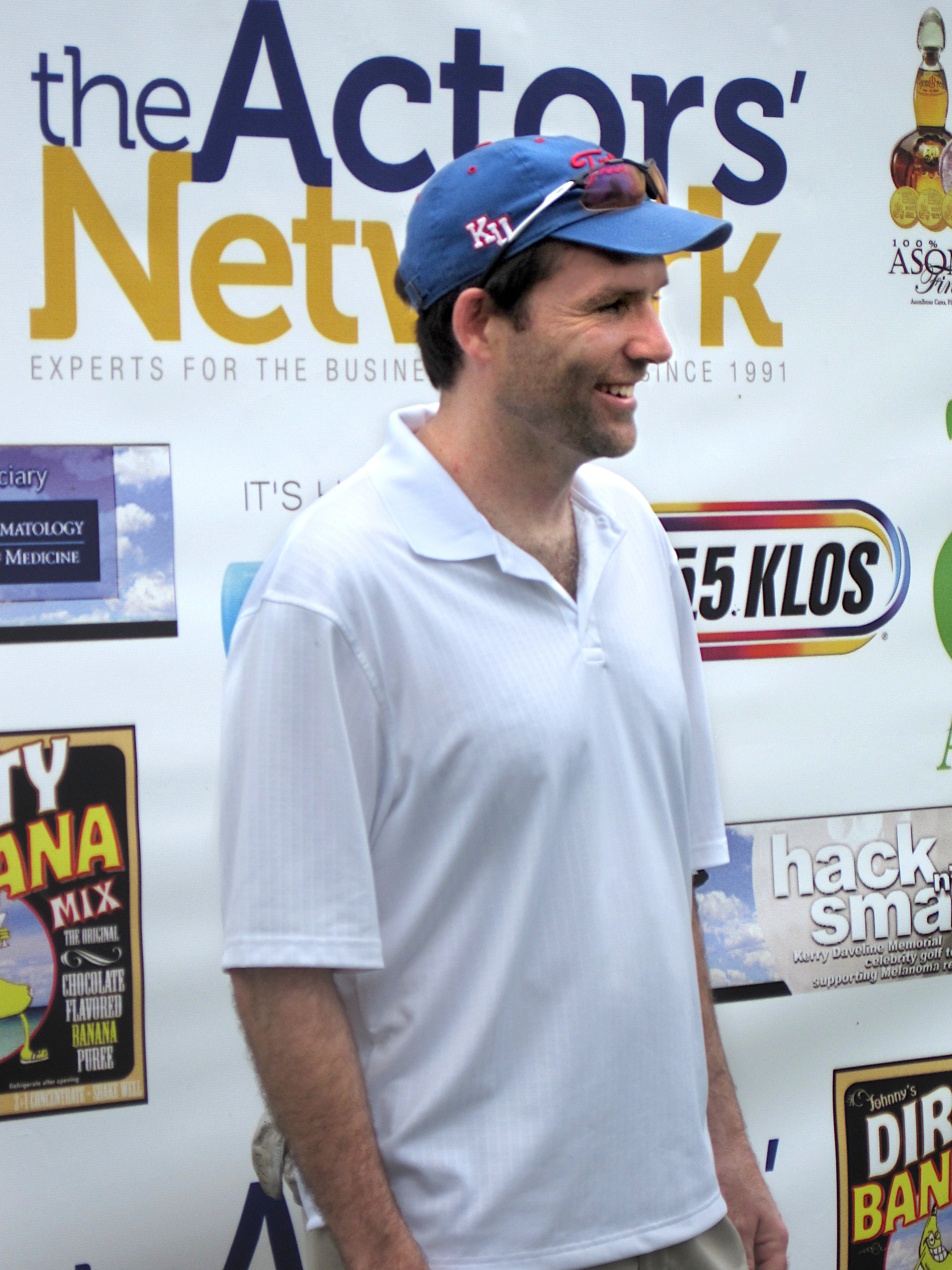
David Rees Snell (* 1966)

- Snell, Earl (1895–1947), US-amerikanischer Politiker, Gouverneur von Oregon
- Snell, Esmond E (1914–2003), US-amerikanischer Biochemiker
- Snell, Friedrich (1813–1878), deutscher Pfarrer und nassauischer Politiker
- Snell, Friedrich Wilhelm Daniel (1761–1827), deutscher Historiker, Philosoph und Mathematiker
- Snell, George Davis (1903–1996), US-amerikanischer Mediziner, Nobelpreisträger für Medizin
- Snell, György (1949–2021), ungarischer Geistlicher und römisch-katholischer Weihbischof in Esztergom
- Snell, Harry (1916–1985), schwedischer Radrennfahrer
- Snell, Harry, 1. Baron Snell (1865–1944), britischer Politiker
- Snell, Henry B. (1858–1943), US-amerikanischer Maler und Kunstlehrer
- Snell, J. Laurie (1925–2011), US-amerikanischer Mathematiker
- Snell, Jason, US-amerikanischer VFX Supervisor
- Snell, Joanne (* 1977), australische Badmintonspielerin von der Norfolkinsel
- Snell, Johann, deutscher Buchdrucker
- Snell, Johann Peter (1720–1797), deutscher lutherischer Theologe
- Snell, John (1923–1972), US-amerikanischer Historiker
- Snell, Karl (1806–1886), deutscher Hochschullehrer, Professor für Mathematik und Physik
- Snell, Karl (1881–1956), deutscher Pflanzenbauwissenschaftler
- Snell, Lionel (* 1945), englischer Magier, Verleger und Autor magischer und philosophischer Bücher
- Snell, Ludwig (1785–1854), liberaler Schweizer Publizist und Politiker
- Snell, Ludwig (1817–1892), deutscher Psychiater
- Snell, Otto (1859–1939), deutscher Psychiater und Klinikdirektor
- Snell, Patricia (1927–2021), kanadische Opernsängerin (Sopran)
- Snell, Peter (1938–2019), neuseeländischer Leichtathlet
- Snell, Richard (1867–1934), deutscher Psychiater und Klinikdirektor
- Snell, Richard (1955–2006), US-amerikanischer Maskenbildner
- Snell, Tony (* 1991), US-amerikanischer Basketballspieler
- Snell, Wilhelm (1789–1851), Schweizer Jurist, Professor der Jurisprudenz und liberaler Politiker
- Snell-Hornby, Mary (* 1940), britische Übersetzungswissenschaftlerin
- Snella, Jean (1914–1979), französischer Fußballspieler und -trainer
- Snelle (* 1995), niederländischer Rapper
- Snellen, Herman (1834–1908), niederländischer Augenarzt
- Snellen, Herman der Jüngere (1864–1929), niederländischer Ophthalmologe
- Snellen, Ignace (1933–2018), niederländischer Verwaltungswissenschaftler mit Schwerpunkt auf digitaler Verwaltung
- Snellen, Ignas (* 1970), niederländischer Astrophysiker und Astronom
- Snellen, Maurits (1840–1907), niederländischer Meteorologe
- Snellenburg, Barbara (* 1975), niederländisches Fotomodell und Mannequin
- Snellgrove, David (1920–2016), britischer Tibetologe
- Snelling, Barbara W. (1928–2015), US-amerikanische Politikerin
- Snelling, Charles (* 1937), kanadischer Eiskunstläufer
- Snelling, Jack (* 1972), australischer Politiker (Labor Party), Präsident des South Australian House of Assembly
- Snelling, John (* 1946), britischer Bogenschütze
- Snelling, Richard A. (1927–1991), US-amerikanischer Politiker
- Snelling, Tracey (* 1970), amerikanische Multimedia-Künstlerin
- Snellink, Beau (* 2001), niederländischer Eisschnellläufer
- Snellinx, Manu (1948–2017), belgischer Radrennfahrer
- Snellius, Rudolph (1546–1613), niederländischer Physiker
- Snellman, Anita (1924–2006), finnische Malerin
- Snellman, Anja (* 1954), finnische Schriftstellerin, Drehbuchautorin und Journalistin
- Snellman, Johan Vilhelm (1806–1881), finnischer Philosoph, Journalist und Staatsmann
- Snelson, David (* 1951), britischer Konteradmiral
- Snelson, Kenneth (1927–2016), US-amerikanischer Bildhauer
- Sneo, Eric, deutscher Techno-DJ, Produzent und Label-BetreiberEric Sneo

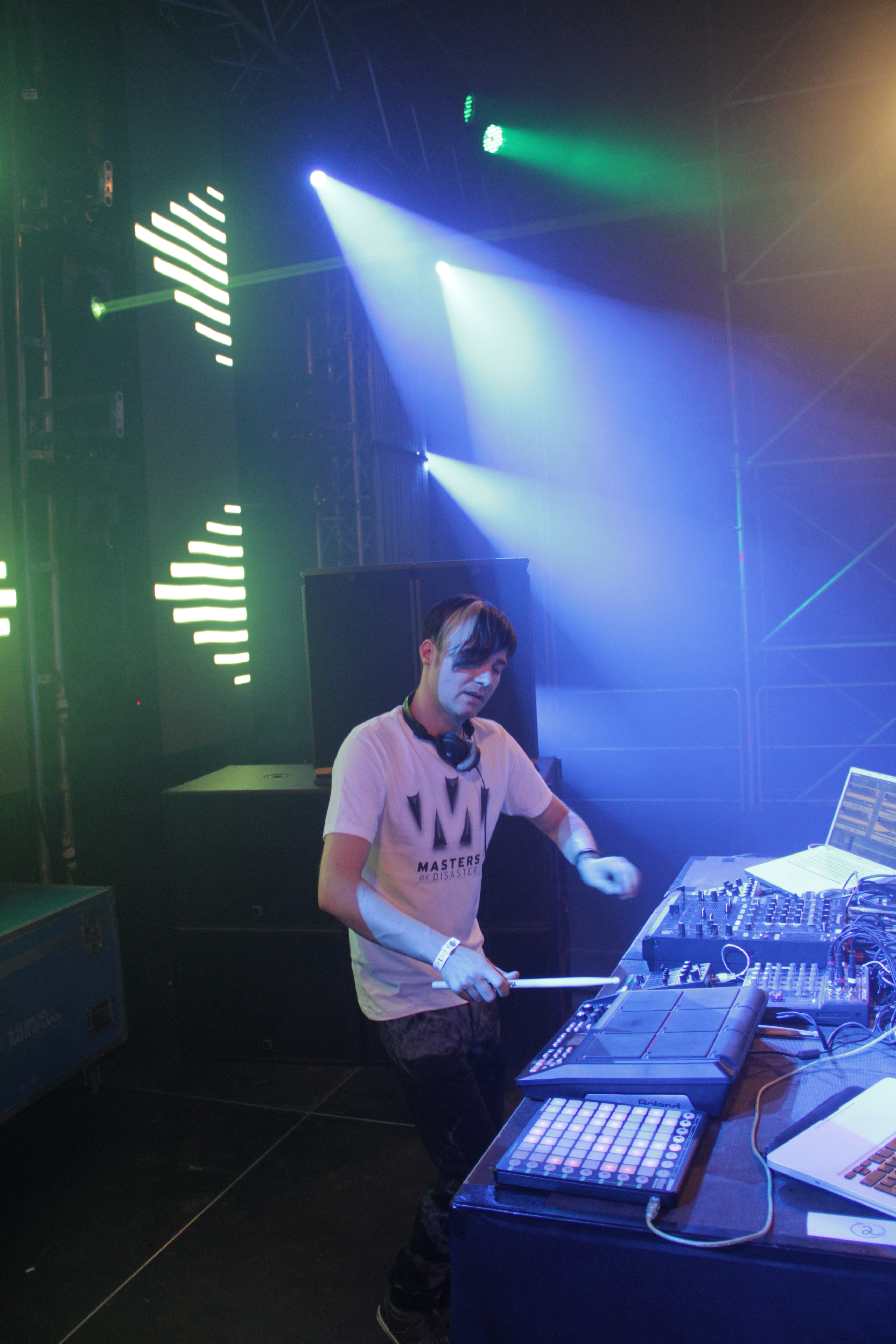
Eric Sneo

- Șnep, Ioan (* 1966), rumänischer Ruderer
- Snepsts, Harold (* 1954), kanadischer Eishockeyspieler, trainer und -scout
- Snepvangers, Cees (* 1941), niederländischer Radrennfahrer
- Snerle, Emma (* 2001), dänische Fußballspielerin
- Snersrud, Jon (1902–1986), norwegischer Nordischer Kombinierer
- Sneschina, Tatjana Walerjewna (1972–1995), russische Dichterin und Singer-Songwriterin
- Sneschko-Blozkaja, Alexandra Gawrilowna (1909–1980), sowjetische Zeichentrickfilmerin
- Sneschnewski, Andrei Wladimirowitsch (1904–1987), sowjetischer Psychiater
- Snessarew, Andrei Jewgenjewitsch (1865–1937), Offizier, zuletzt Generalleutnant in der Kaiserlich Russischen Armee, später Militärspezialist und Militärführer in der Roten Armee
- Snétberger, Ferenc (* 1957), ungarischer Jazz-Gitarrist
- Snétberger, Toni (* 1983), deutscher Schauspieler
- Snethlage, Bernhard Moritz (1753–1840), deutscher Gymnasialrektor
- Snethlage, Edu (1886–1941), niederländischer Fußballspieler
- Snethlage, Karl (1866–1910), preußischer Landrat des Landkreises Essen und Regierungsrat
- Snethlage, Karl Wilhelm Moritz (1792–1871), deutscher evangelischer Theologe, Oberhofprediger in Berlin
- Snethlage, Maria Emilie (1868–1929), deutsch-brasilianische Ornithologin
- Snethlage, Rolf (1944–2022), deutscher Denkmalpfleger und Hochschullehrer
- Snétivy, Josef (1925–1999), Schweizer Uhrenmacher, Uhrenrestaurator und Geschäftsinhaber
- Snetkov, Oleg (* 1974), deutscher Dirigent
- Snetkow, Boris Wassiljewitsch (1925–2006), sowjetischer Armeegeneral
- Snetlage, Lambert von († 1526), Dekan und Domherr in Osnabrück
- Snetlage, Leonhard Wilhelm (1743–1812), deutscher Romanist und Lexikograf
- Sneva, Tom (* 1948), US-amerikanischer Automobilrennfahrer
- Sneyders de Vogel, Kornelis (1876–1958), niederländischer Romanist
- Sneyers, Jean (1927–1993), belgischer Boxer

### Sng
- Sng, Michelle (* 1987), singapurische Hochspringerin

### Sni
- Sniadanko, Natalka (* 1973), ukrainische Schriftstellerin, Dichterin, Essayistin und Übersetzerin
- Śniadecki, Jan (1756–1830), polnischer Mathematiker und Astronom
- Śniadecki, Jędrzej (1768–1838), polnischer Chemiker und Arzt
- Śniadek, Janusz (* 1955), polnischer Ingenieur, Vorsitzender der Landeskommission des Gewerkschaftsverbandes NSZZ Solidarność
- Sniady, Justyna (* 1985), polnische Windsurferin
- Snick, Rudy Van (* 1956), belgischer Bergsteiger
- Snickers, Petrus Matthias (1816–1895), niederländischer Kleriker und Erzbischof von Utrecht
- Snicket, Lemony, US-amerikanischer Schriftsteller und Drehbuchautor
- Snickt, Louis Vander (1837–1911), belgischer Zoologe
- Snider, Carlo (1910–1988), Schweizer Kirchenrechtler
- Snider, David (* 1988), kanadischer Badmintonspieler
- Snider, Dee (* 1955), US-amerikanischer Musiker und Frontsänger der Band Twisted SisterDee Snider (* 1955)

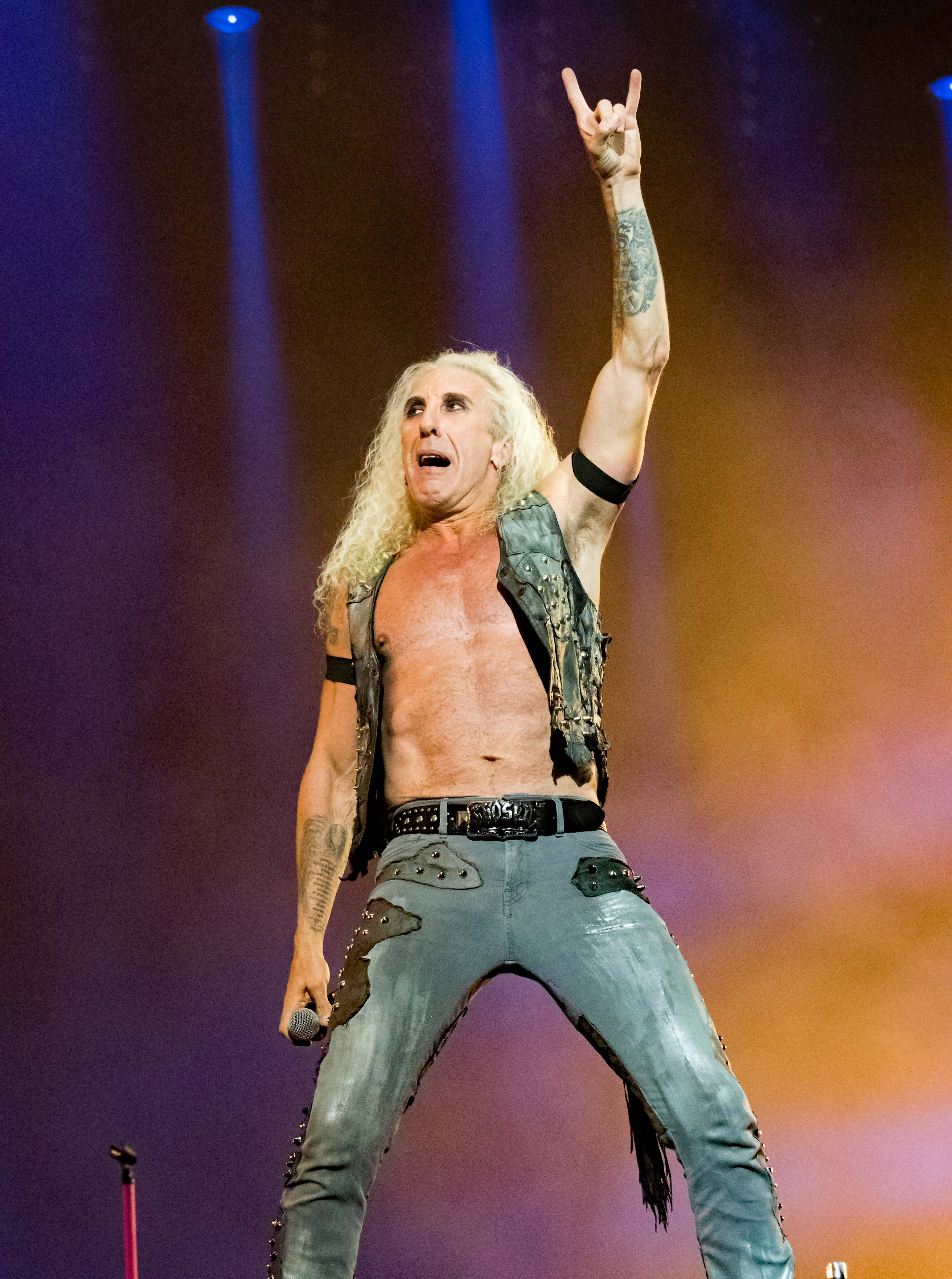
Dee Snider (* 1955)

- Snider, Dick (1929–1977), US-amerikanischer oscarnominierter Regisseur und Filmproduzent
- Snider, Duke (1926–2011), US-amerikanischer Baseballspieler
- Snider, Jacob (1811–1866), US-amerikanischer Erfinder
- Snider, Jacob Buehler (1886–1966), US-amerikanischer Politiker
- Snider, Samuel (1845–1928), US-amerikanischer Politiker
- Snider, Stacey (* 1961), US-amerikanische Filmproduzentin
- Snider, Tommy (* 1984), US-amerikanischer Schauspieler
- Snidero, Jim (* 1958), US-amerikanischer Jazzsaxophonist
- Śnieciński, Marek (* 1958), polnischer Lyriker, Erzähler, Essayist, Kunstkritiker, Kurator, Dokumentarfilmer und Übersetzer deutscher Literatur
- Sniečkus, Antanas (1903–1974), litauischer Politiker
- Snieckus, Victor (1937–2020), US-amerikanischer Chemiker
- Śniegocki, Mateusz (* 1985), polnischer Poolbillardspieler
- Sniegon, Franz (1809–1891), polnischer römisch-katholischer Geistlicher und Weihbischof des österreichischen Teils des Bistums Breslau
- Śniegoska, Emilia (* 1994), polnische Filmregisseurin, Drehbuchautorin und Filmproduzentin
- Śnieżko, Karol (* 1940), litauischer Politiker, Mitglied des Seimas
- Snigir, Julija Wiktorowna (* 1983), russische SchauspielerinJulija Wiktorowna Snigir (* 1983)

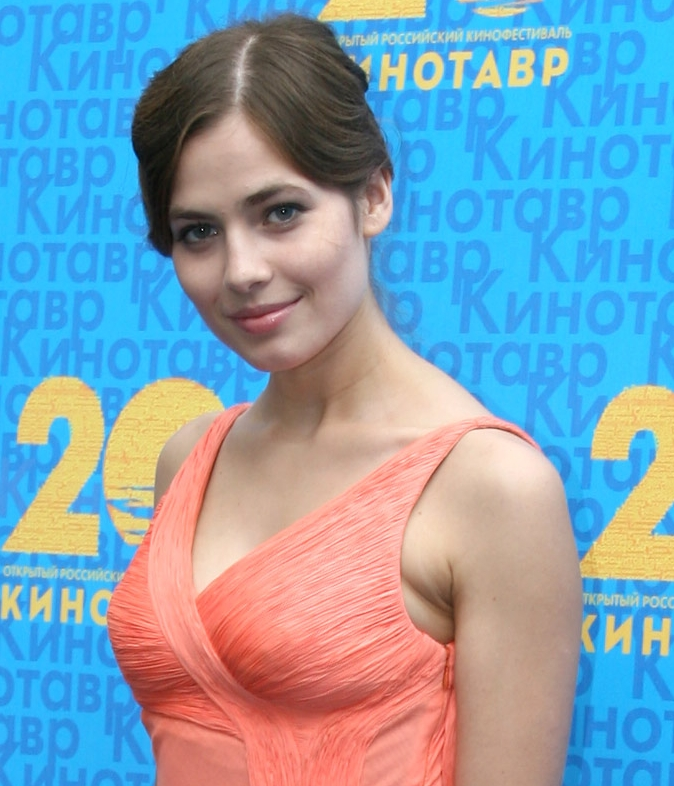
Julija Wiktorowna Snigir (* 1983)

- Snigirev, Anatoly (* 1957), russisch-französischer Physiker
- Snigurski, Johann (1784–1847), ukrainischer griechisch-katholischer Bischof von Przemyśl
- Snihur, Darija (* 2002), ukrainische Tennisspielerin
- Snijder, Anna Catrina, niederländische Scharfrichterin
- Snijder, Geerto (1896–1992), niederländischer Klassischer Archäologe, Nationalsozialist und Mitglied der Nederlandsche SS
- Snijder, Mik (* 1931), niederländischer Radrennfahrer
- Snijders, A. L. (1937–2021), niederländischer Schriftsteller
- Snijders, Eddy (1923–1990), surinamischer Musiker und Komponist
- Snijders, Jan (* 1943), niederländischer Judoka
- Snijders, Joey (* 1987), niederländischer Fußballspieler
- Snijders, Peter (* 1943), niederländischer Judoka
- Snijders, Ronald (* 1951), niederländischer Jazzmusiker und Autor
- Snijders, Tom (* 1949), niederländischer Statistiker
- Snijders, Wende (* 1978), niederländische Sängerin und Schauspielerin
- Snijers, Patrick (* 1958), belgischer Rallyepilot
- Snildal, Ingvild (* 1988), norwegische Schwimmerin
- Snipe, Cyril (1887–1944), britischer Automobilrennfahrer
- Snipes, Renaldo (* 1956), US-amerikanischer Boxer
- Snipes, Wesley (* 1962), US-amerikanischer SchauspielerWesley Snipes (* 1962)

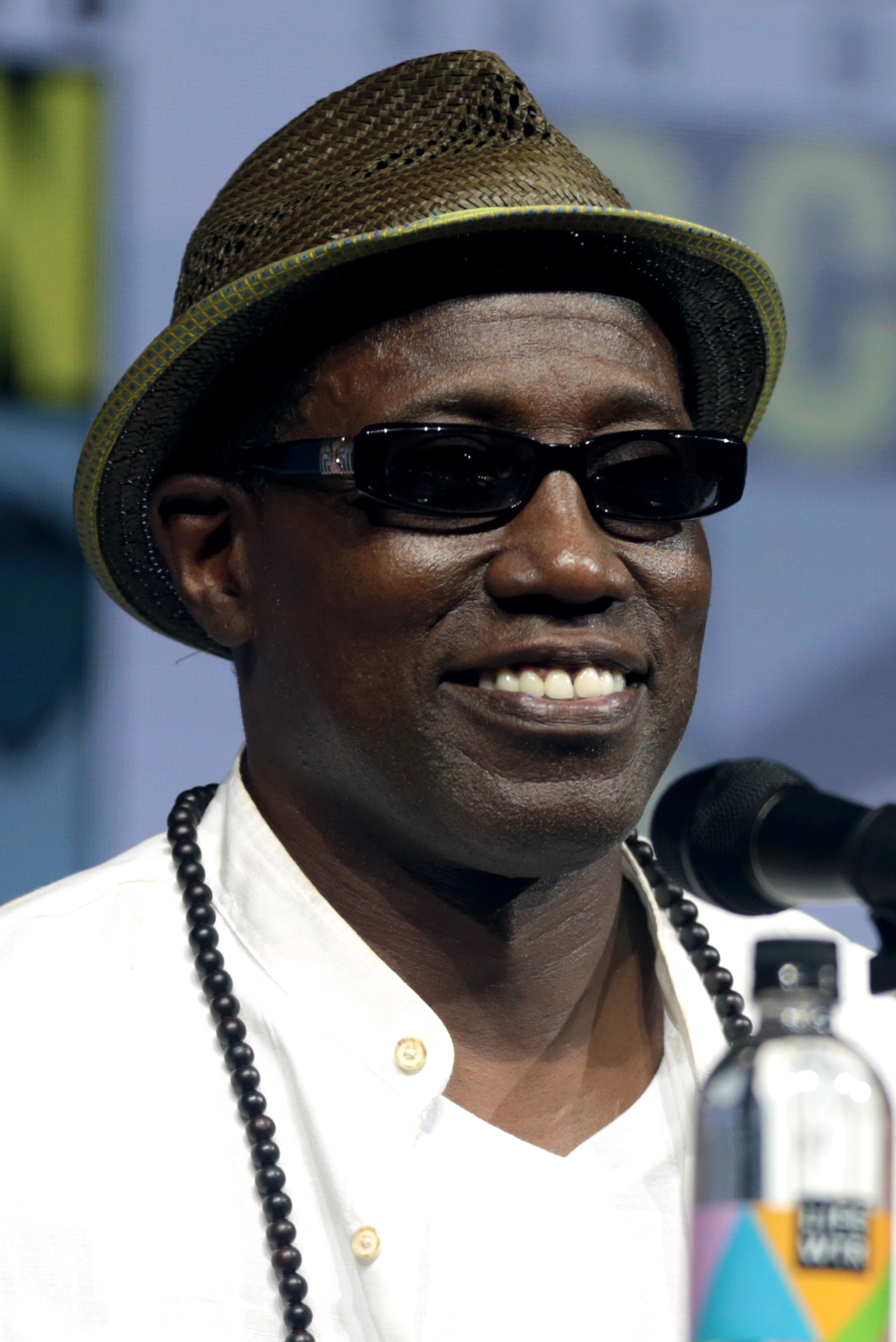
Wesley Snipes (* 1962)

- Snippe, Jelle (* 1998), niederländischer Judoka
- Snir, Marc (* 1948), US-amerikanischer Informatiker
- Snite, Betsy (1938–1984), US-amerikanische Skirennläuferin
- Snitger, Frans Casper (1724–1799), niederländischer Orgelbauer
- Snitger, Hieronymus (1648–1686), deutscher Kaufmann und Politiker
- Snith, Justin (* 1991), kanadischer Rennrodler
- Snitko, Ihor (* 1978), ukrainischer Schwimmer und Olympiateilnehmer
- Snitsky, Gene (* 1970), US-amerikanischer Wrestler
- Snitt, Einar (1905–1973), schwedischer Fußballspieler
- Snitzer, Elias (1925–2012), US-amerikanischer Physiker
- Snitzer, Herb (1932–2022), US-amerikanischer Jazz-Fotograf

### Sno
- Sno, Evander (* 1987), niederländischer Fußballspieler
- Snobeck, Dany (* 1946), französischer Autorennfahrer
- Šnobel, Pavel (* 1980), tschechischer Tennisspieler
- Snode, Chris (* 1959), britischer Wasserspringer
- Snodgrass, Anthony (* 1934), britischer Klassischer Archäologe
- Snodgrass, Charles Edward (1866–1936), US-amerikanischer Politiker
- Snodgrass, Henry C. (1848–1931), US-amerikanischer Politiker
- Snodgrass, John F. (1804–1854), US-amerikanischer Politiker
- Snodgrass, Melinda (* 1951), US-amerikanische Schriftstellerin, Drehbuchautorin und Produzentin
- Snodgrass, Robert (* 1987), schottischer Fußballspieler
- Snodgrass, Robert Evans (1875–1962), US-amerikanischer Entomologe und Künstler
- Snodgrass, W. D. (1926–2009), US-amerikanischer Dichter und Hochschullehrer
- Snodgress, Carrie († 2004), US-amerikanische Schauspielerin
- Snodin, Ian (* 1963), englischer Fußballspieler
- Snoeck, Carl (1885–1946), niederländischer Violinist, Konzertmeister und Dirigent
- Snoeck, Jelske (* 1990), belgische Badmintonspielerin
- Snoeij, Linda (* 1968), niederländische Sängerin
- Snoeijink, Herman (* 1951), niederländischer Radrennfahrer
- Snoeijs, Katja (* 1996), niederländische Fußballspielerin
- Snoek, Anna Maria († 1849), niederländische Schauspielerin, Tänzerin und Sängerin
- Snoek, Helena (1764–1807), niederländische Schauspielerin
- Snoek, Hendrik (* 1948), deutscher Springreiter, Entführungsopfer und Geschäftsführer der RATIO-UnternehmensgruppeHendrik Snoek (* 1948)

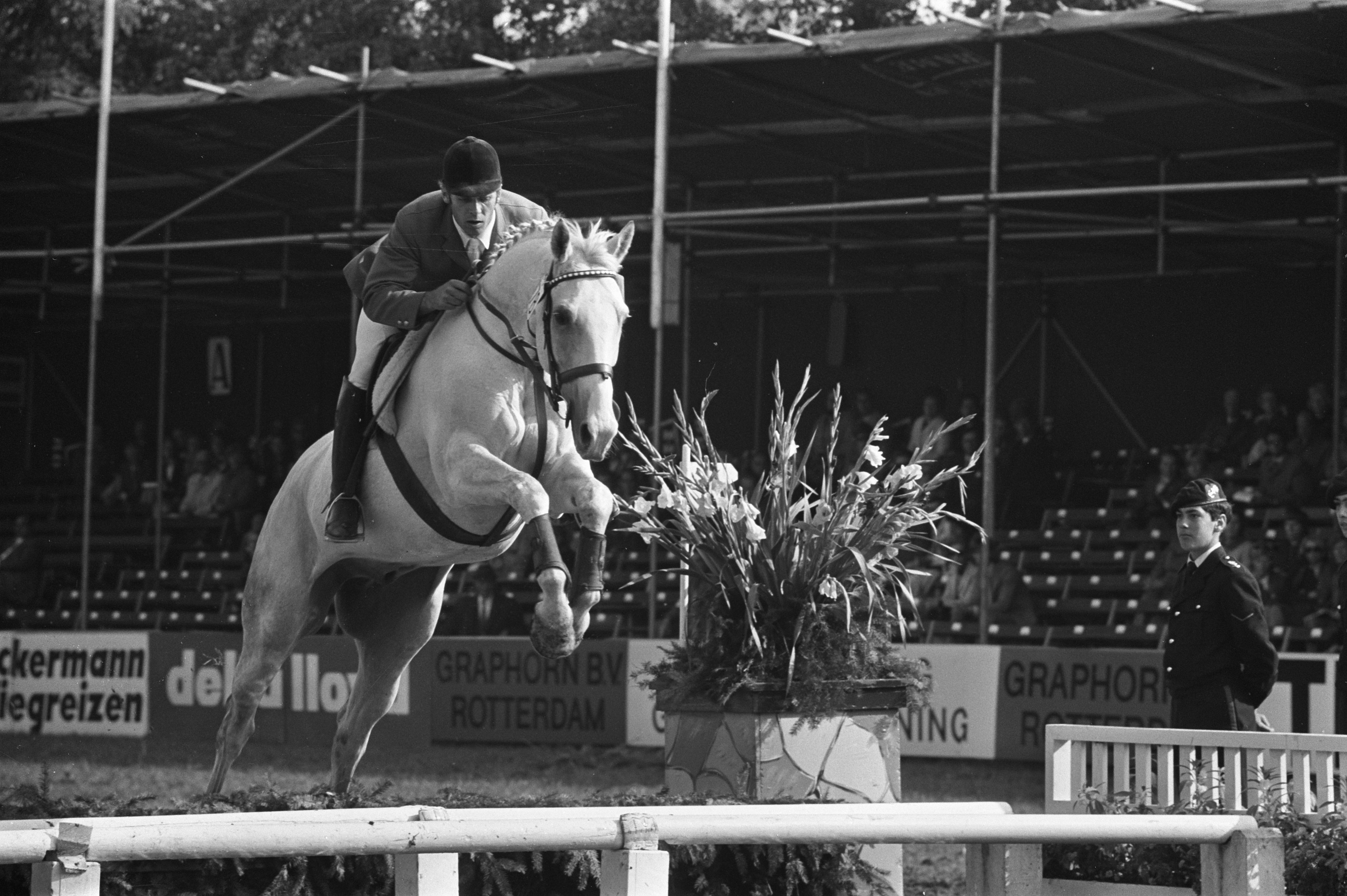
Hendrik Snoek (* 1948)

- Snoek, Jakob Louis (1902–1950), niederländischer Physiker
- Snoek, Jan (1896–1981), niederländischer Bahnradsportler
- Snoeks, Jiske (* 1978), niederländische Hockeyspielerin
- Snoeks, Kelvin (* 1987), niederländischer Automobilrennfahrer
- Snoep, Nanette Jacomijn (* 1971), niederländische Anthropologin
- Snofru, altägyptischer König der 4. Dynastie
- Snofruchaef, altägyptischer Prinz
- Snofruseneb, altägyptischer Beamter
- Snoilsky, Carl (1841–1903), schwedischer Dichter
- Snoj, Ivan (1923–1994), jugoslawisch-kroatischer Handballtrainer, -schiedsrichter, -funktionär und Autor
- Snoj, Luka (* 1990), professioneller 3x3-Basketball-Spieler
- Snoj, Vid (* 1965), slowenischer Literaturwissenschaftler, Schriftsteller und Übersetzer
- Snoke, David (* 1961), US-amerikanischer Physiker
- Snook, Emmy (* 1973), australische Ruderin
- Snook, James (1879–1930), US-amerikanischer Sportschütze
- Snook, John S. (1862–1952), US-amerikanischer Politiker
- Snook, Lynn (1918–2013), deutsche Autorin und Regisseurin
- Snook, Neta (1896–1991), US-amerikanische Flugpionierin
- Snook, Ronald (* 1972), australischer Ruderer
- Snook, Sarah (* 1987), australische Schauspielerin
- Snooki (* 1987), US-amerikanische TV-Persönlichkeit
- Snoop Dogg (* 1971), US-amerikanischer RapperSnoop Dogg (* 1971)

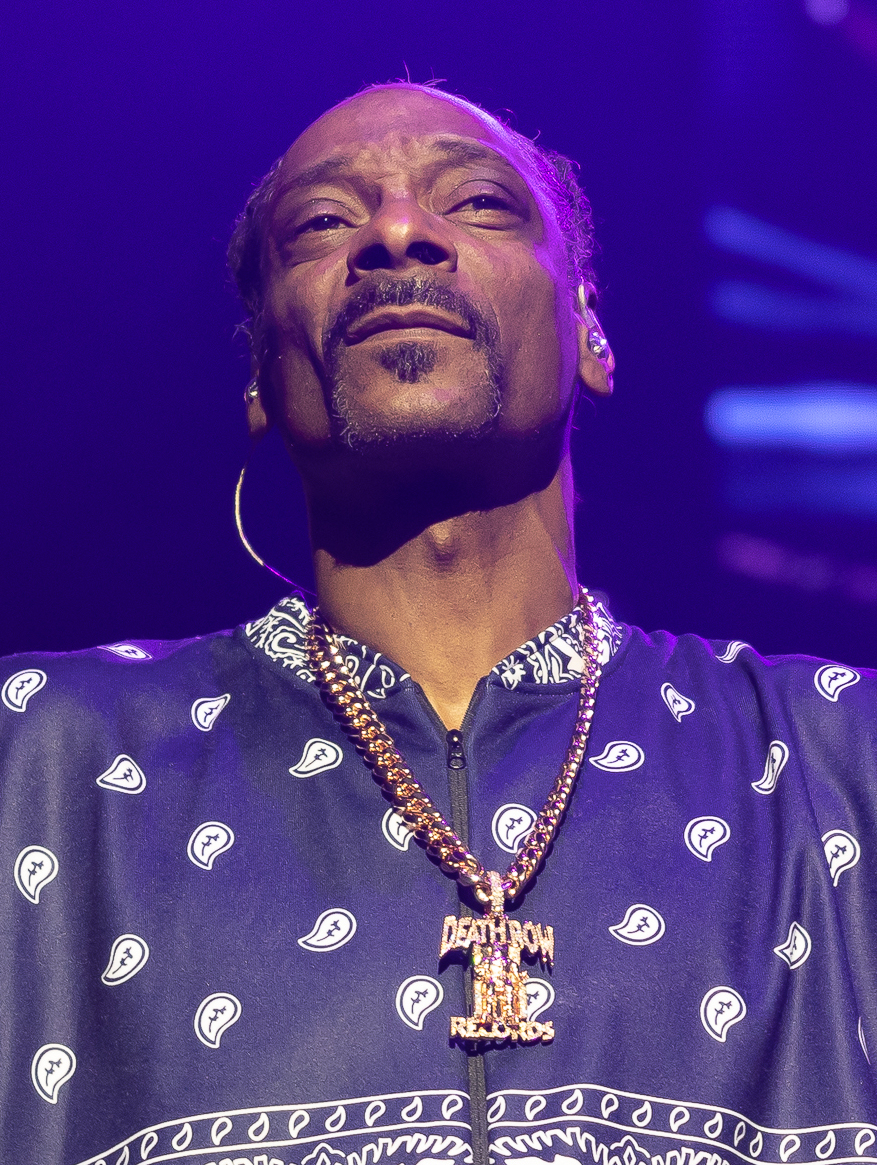
Snoop Dogg (* 1971)

- Snopczyński, Jakub (* 2005), polnischer Fußballspieler
- Snopek, Heinrich (1651–1709), böhmischer Zisterzienser und Abt des Klosters Sedletz
- Snopek, Jan (* 1976), tschechischer Eishockeyspieler
- Snopkowski, Simon (1925–2001), deutscher Arzt
- Snopowa, Julyja (* 1985), ukrainische Handballspielerin
- Šnore, Edvīns (* 1974), lettischer Regisseur und Drehbuchautor
- Snorre, Oskar (* 1999), dänischer Fußballtorwart
- Snorri Guðjónsson (* 1981), isländischer Handballspieler und -trainer
- Snorri Hjartarson (1906–1986), isländischer Schriftsteller
- Snorri Sturluson (1179–1241), altisländischer Skalde und Historiker
- Snorri Þorfinnsson, möglicherweise erstes in Nordamerika außerhalb Grönlands geborenes Kind europäischer Abstammung
- Snorroeggen, Gøril (* 1985), norwegische Handballspielerin
- Snoska, Andrej (* 1980), belarussischer römisch-katholischer Geistlicher, Weihbischof in Pinsk
- Snouck Hurgronje, Albert (1903–1967), niederländischer Fußballspieler
- Snouck Hurgronje, Christiaan (1857–1936), niederländischer Arabist, Islamwissenschaftler
- Snouck van Loosen, Margaretha Maria († 1885), niederländische Stifterin
- Snover, Horace G. (1847–1924), US-amerikanischer Politiker
- Snover, Jeffrey, US-amerikanischer Softwareentwickler und Softwarearchitekt
- Snow (* 1969), kanadischer Rapper
- Snow, Alan (* 1959), britischer Kinderbuchautor und Illustrator
- Snow, Alvin (* 1981), US-amerikanischer Basketballspieler
- Snow, Aurora (* 1981), US-amerikanische Pornodarstellerin
- Snow, Barbara Kathleen (1921–2007), britische Ornithologin und Geologin
- Snow, Ben, australischer Filmtechniker
- Snow, Brittany (* 1986), US-amerikanische SchauspielerinBrittany Snow (* 1986)

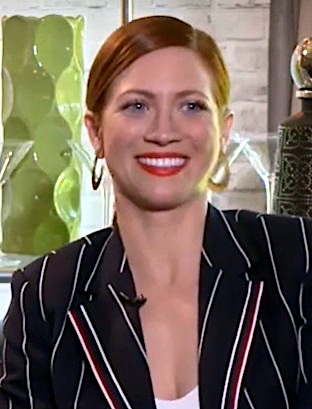
Brittany Snow (* 1986)

- Snow, C. P. (1905–1980), englischer Wissenschaftler und Schriftsteller
- Snow, Caitlin (* 1982), US-amerikanische Triathletin
- Snow, Carmel (1887–1961), US-amerikanische Modejournalistin irischer Herkunft
- Snow, Charles Curtis (* 1945), US-amerikanischer Managementforscher
- Snow, Charles E. (1910–1967), US-amerikanischer Anthropologe
- Snow, Charles Wilbert (1884–1977), US-amerikanischer Geschäftsmann, Politiker und Gouverneur von Connecticut
- Snow, Clyde (1928–2014), US-amerikanischer forensischer Anthropologe
- Snow, Dash (1981–2009), US-amerikanischer Künstler
- Snow, David A. (* 1943), US-amerikanischer Soziologe
- Snow, David William (1924–2009), britischer Ornithologe
- Snow, Donald F. (1877–1958), US-amerikanischer Politiker
- Snow, Edgar (1905–1972), US-amerikanischer Journalist und Chinakenner
- Snow, Eliza Roxcy (1804–1887), US-amerikanische Mormonin und Dichterin
- Snow, Eric (* 1973), US-amerikanischer Basketballspieler
- Snow, Garth (* 1969), US-amerikanischer Eishockeytorwart und -funktionär
- Snow, George W. (1842–1927), US-amerikanischer Politiker
- Snow, Hank (1914–1999), kanadischer Countrysänger
- Snow, Herman W. (1836–1914), US-amerikanischer Politiker
- Snow, John (1813–1858), englischer ArztJohn Snow (1813–1858)

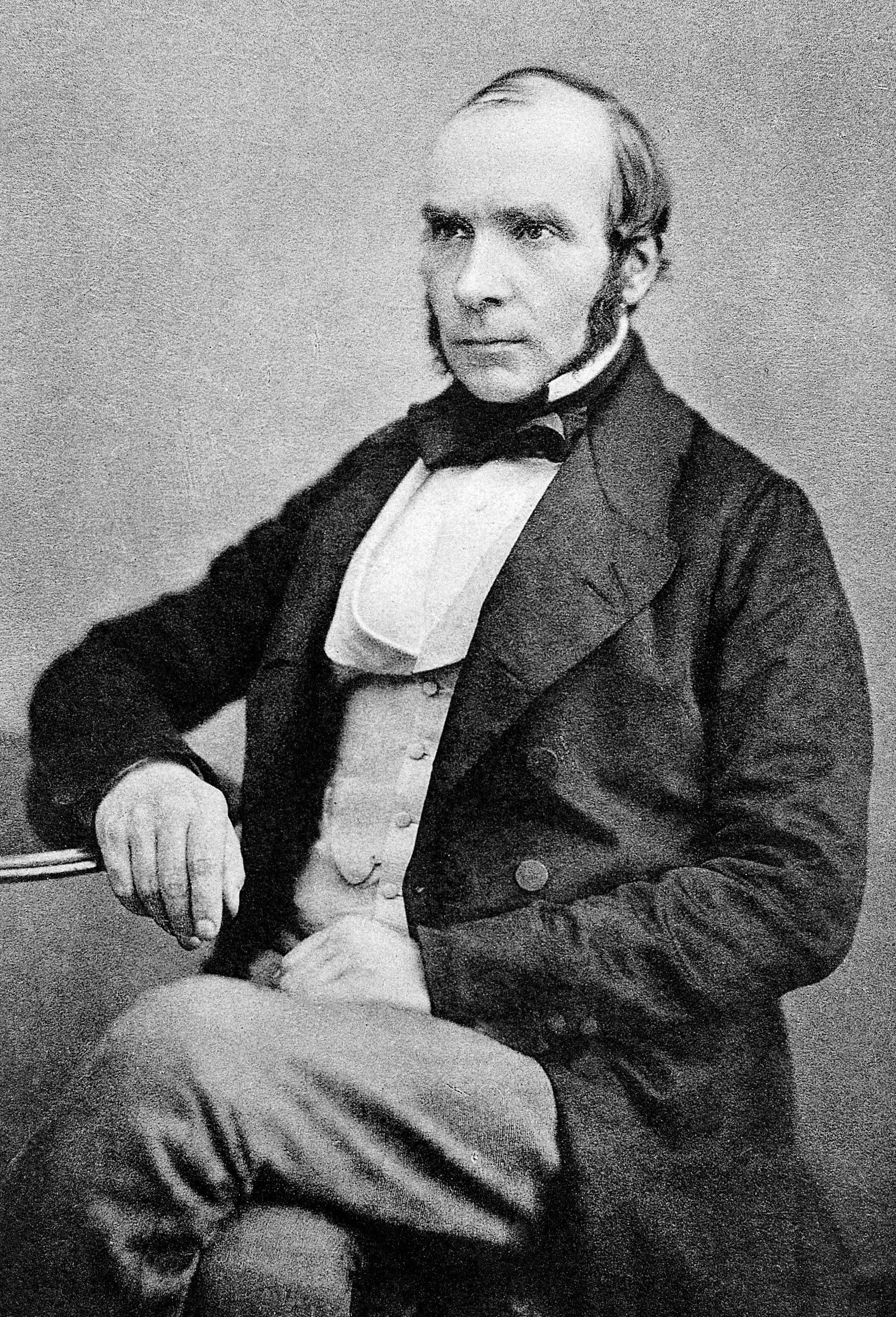
John Snow (1813–1858)

- Snow, John W. (* 1939), US-amerikanischer Politiker, 73. Finanzminister der USA
- Snow, Julian, Baron Burntwood (1910–1982), britischer Politiker (Labour)
- Snow, Kate (* 1969), US-amerikanische Fernsehjournalistin
- Snow, Lorenzo (1814–1901), 5. Präsident der Kirche Jesu Christi der Heiligen der Letzten Tage
- Snow, Mark (1946–2025), US-amerikanischer Komponist für Filmmusik und Fernsehserien
- Snow, Martyn (* 1968), britischer anglikanischer Theologe
- Snow, Michael (1928–2023), kanadischer Filmkünstler, Maler, Musiker, Bildhauer und Schriftsteller
- Snow, Phoebe (1950–2011), US-amerikanische Sängerin und Komponistin
- Snow, Randy (1959–2009), amerikanischer Rollstuhlsportler
- Snow, Thomas D’Oyly (1858–1940), britischer Major-General im Ersten Weltkrieg
- Snow, Thomas Maitland (1890–1997), britischer Botschafter
- Snow, Tom (* 1947), US-amerikanischer Liedtexter und Komponist
- Snow, Tony (1955–2008), US-amerikanischer Journalist, Pressesprecher im Weißen Haus
- Snow, Valaida (1904–1956), US-amerikanische Jazztrompeterin und Sängerin
- Snow, William (* 1960), australischer Schauspieler und Fotomodell
- Snow, William W. (1812–1886), US-amerikanischer Politiker
- Snowball, Betty (1908–1988), englische Cricketspielerin
- Snowbarger, Vince (* 1949), US-amerikanischer Politiker
- Snowden, Alison (* 1958), britische Animatorin
- Snowden, Edward (* 1983), US-amerikanisch-russischer WhistleblowerEdward Snowden (* 1983)

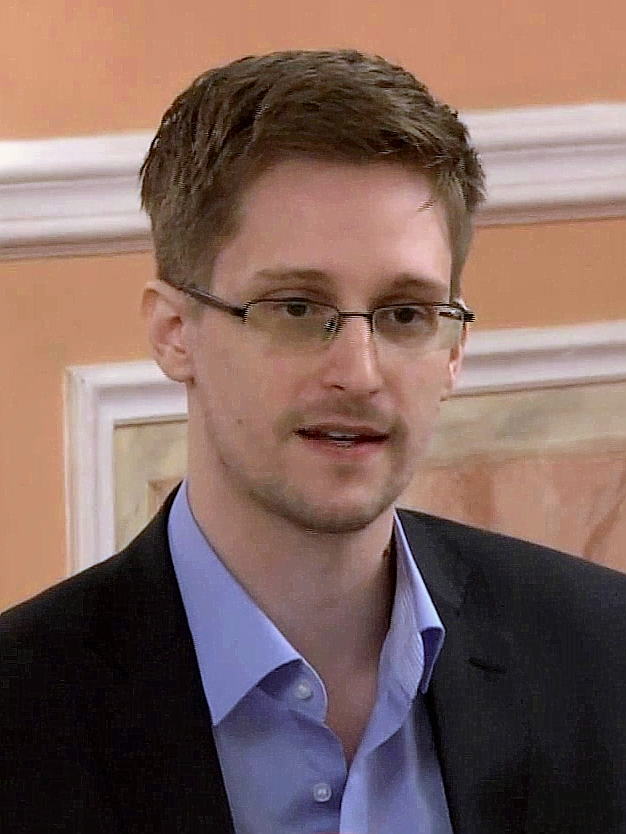
Edward Snowden (* 1983)

- Snowden, Elmer (1900–1973), US-amerikanischer Musiker
- Snowden, Ethel (1881–1951), britische sozialistische und feministische Politikerin
- Snowden, Frank M., Jr. (1911–2007), US-amerikanischer Historiker und Hochschullehrer
- Snowden, Frank Martin (* 1946), US-amerikanischer Historiker
- Snowden, James Ross (1809–1878), US-amerikanischer Politiker
- Snowden, John (* 1982), US-amerikanischer Eishockeyspieler und -trainer
- Snowden, Katie (* 1994), britische Leichtathletin
- Snowden, Leigh (1929–1982), US-amerikanische Schauspielerin
- Snowden, Paul (* 1970), neuseeländischer Aktionskünstler und Designer
- Snowden, Philip, 1. Viscount Snowden (1864–1937), britischer Politiker
- Snowden, Trevor (* 1973), englischer Fußballspieler
- Snowdon, Lisa (* 1972), britisches Fotomodell und Radiomoderatorin
- Snowe, Olympia (* 1947), US-amerikanische Politikerin
- Snower, Dennis J. (* 1950), amerikanischer Wirtschaftswissenschaftler
- Snowman, Daniel (* 1938), britischer Kulturjournalist
- Snowy White (* 1948), britischer Rockgitarrist
- Snoy et d’Oppuers, Jean-Charles (1907–1991), belgischer Politiker
- Snoy, Peter (1928–2012), deutscher Ethnologe
- Snozzi, Luigi (1932–2020), Schweizer Architekt

### Snu
- Snuggerud, Dave (* 1966), US-amerikanischer Eishockeyspieler
- Snuka, Jimmy (1943–2017), fidschianischer WrestlerJimmy Snuka (1943–2017)

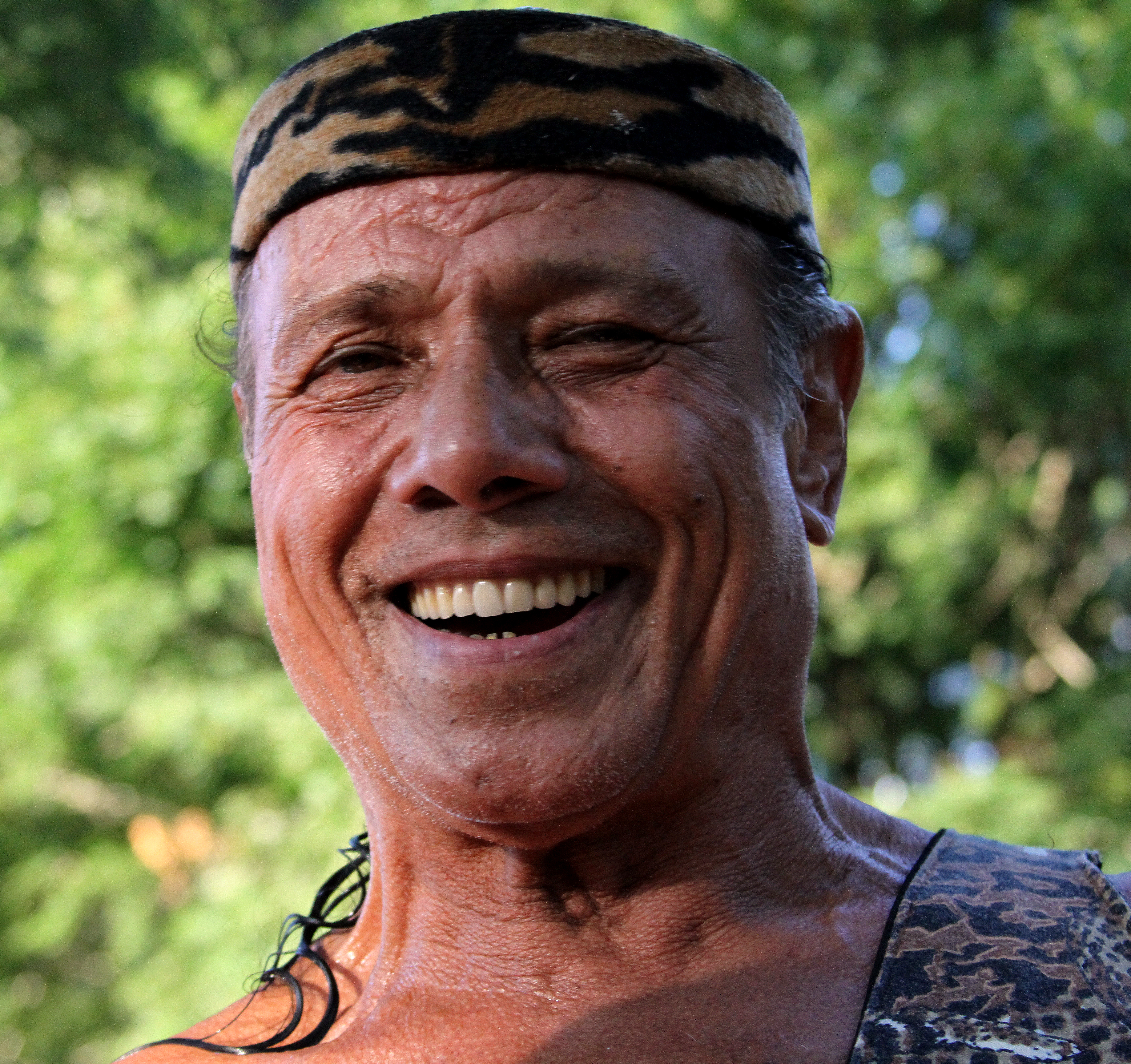
Jimmy Snuka (1943–2017)

- Snunit, Michal (* 1940), israelische Schriftstellerin
- Snur, Alheit († 1648), deutsches Hexenprozess-Opfer
- Snurnizyn, Pawel Sergejewitsch (1992–2011), russischer Eishockeyspieler

### Sny
- Snycerz, Hans († 1545), Bildhauer und -schnitzer der Spätgotik
- Snyckers, Alexander (1879–1945), belgischer Romanist und Wirtschaftswissenschaftler
- Snyder, Adam W. (1799–1842), US-amerikanischer Politiker
- Snyder, Allan (* 1942), australischer Hirnforscher
- Snyder, Amberley (* 1991), US-amerikanische Rodeoreiterin und Motivationstrainerin
- Snyder, Blake (1957–2009), US-amerikanischer Autor, Drehbuchautor und Filmproduzent
- Snyder, Charles P. (1847–1915), US-amerikanischer Politiker
- Snyder, Dan (1978–2003), kanadischer Eishockeyspieler
- Snyder, Dana (* 1973), US-amerikanischer Synchronsprecher und SchauspielerDana Snyder (* 1973)

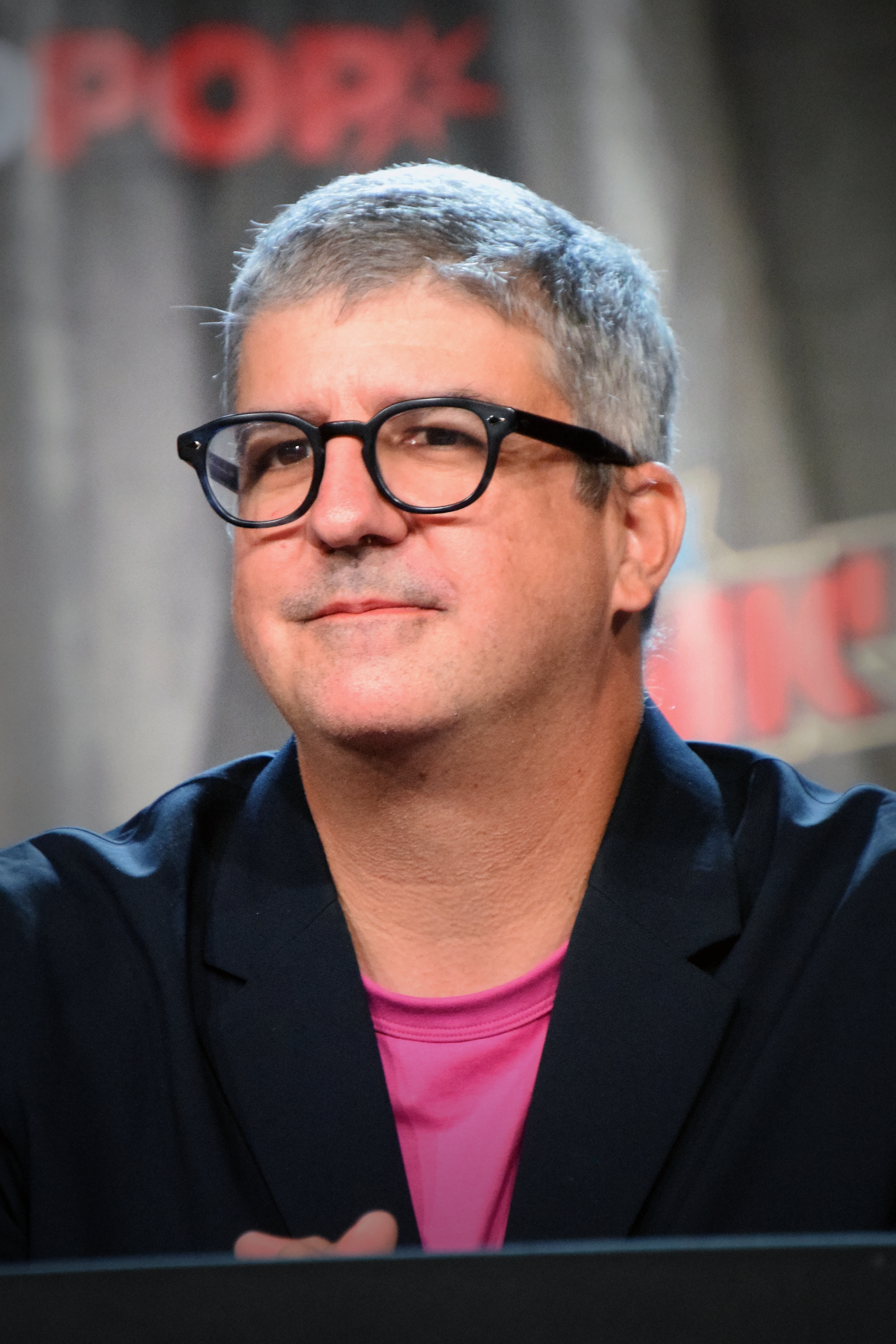
Dana Snyder (* 1973)

- Snyder, Daniel (* 1965), US-amerikanischer Unternehmer und ehemaliger Besitzer des NFL-Teams Washington Commanders
- Snyder, David L. (* 1944), US-amerikanischer Filmarchitekt
- Snyder, Deborah (* 1963), US-amerikanische Filmproduzentin
- Snyder, Donald (1936–2023), US-amerikanischer Offizier, Generalleutnant der US Air Force
- Snyder, Donald (1951–2023), US-amerikanischer Politiker
- Snyder, Eddie (1919–2011), US-amerikanischer Musiker
- Snyder, Edward (1895–1982), US-amerikanischer Kameramann und Spezialeffektkünstler
- Snyder, Elizabeth B. (1923–2022), deutsche Bildende Künstlerin und Sängerin
- Snyder, Gary (* 1930), US-amerikanischer Schriftsteller und Umweltaktivist
- Snyder, Gene (1928–2007), US-amerikanischer Politiker
- Snyder, George W. (1780–1841), Uhrmacher und Erfinder
- Snyder, Hartland (1913–1962), US-amerikanischer Physiker
- Snyder, Homer P. (1863–1937), US-amerikanischer Politiker
- Snyder, Isabel, Schweizer Fotografin
- Snyder, J. Buell (1877–1946), US-amerikanischer Politiker
- Snyder, JJ (* 1972), US-amerikanische Schauspielerin, Synchronsprecher, Journalistin und Moderatorin
- Snyder, John (1793–1850), US-amerikanischer Politiker
- Snyder, John Joseph (1925–2019), US-amerikanischer Geistlicher, römisch-katholischer Bischof von Saint Augustine
- Snyder, John W. (1895–1985), US-amerikanischer Politiker und Finanzminister
- Snyder, Kerala J. (* 1936), amerikanische Musikwissenschaftlerin, Organistin und emeritierte Hochschullehrerin der Eastman School of Music
- Snyder, Kim A., US-amerikanische Filmregisseurin, Filmproduzentin, Drehbuchautorin und Filmemacherin
- Snyder, Kyle (* 1995), US-amerikanischer RingerKyle Snyder (* 1995)

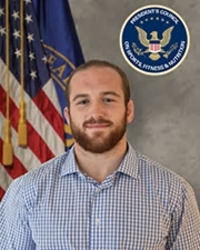
Kyle Snyder (* 1995)

- Snyder, Larry (1896–1982), US-amerikanischer Hürdenläufer, Trainer und Offizier der U.S. Air Force
- Snyder, Lester L. (1894–1968), US-amerikanischer Ornithologe
- Snyder, Liza (* 1968), US-amerikanische Schauspielerin und Filmregisseurin
- Snyder, Louis Leo (1907–1993), US-amerikanischer Historiker und Hochschullehrer
- Snyder, Melvin C. (1898–1972), US-amerikanischer Politiker
- Snyder, Meredith P. (1858–1937), US-amerikanischer Politiker
- Snyder, Noel (* 1938), US-amerikanischer Ornithologe, Naturschützer und Sachbuchautor
- Snyder, Oliver P. (1833–1882), US-amerikanischer Politiker
- Snyder, Quin (* 1966), US-amerikanischer Basketballtrainer
- Snyder, Renee (* 1980), US-amerikanische Handballspielerin
- Snyder, Richard C (1916–1997), US-amerikanischer Politikwissenschaftler und Hochschullehrer
- Snyder, Rick (* 1958), US-amerikanischer Politiker
- Snyder, Robert (1916–2004), US-amerikanischer Dokumentarfilmer
- Snyder, Robert H. (1855–1905), US-amerikanischer Politiker
- Snyder, Samuel S. (1911–2007), amerikanischer Kryptoanalytiker und Informatiker
- Snyder, Scott (* 1976), US-amerikanischer Schriftsteller
- Snyder, Simon (1759–1819), US-amerikanischer Politiker
- Snyder, Solomon H. (* 1938), US-amerikanischer NeurowissenschaftlerSolomon H. Snyder (* 1938)

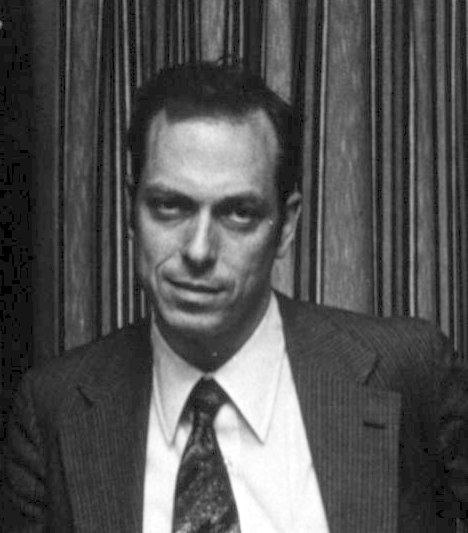
Solomon H. Snyder (* 1938)

- Snyder, Suzanne (* 1962), US-amerikanische Filmschauspielerin
- Snyder, Tara (* 1977), US-amerikanische Tennisspielerin
- Snyder, Terry (1916–1963), US-amerikanischer Jazzmusiker
- Snyder, Timothy (* 1969), US-amerikanischer Historiker
- Snyder, Vic (* 1947), US-amerikanischer Politiker
- Snyder, Virgil (1869–1950), US-amerikanischer Mathematiker
- Snyder, William E. (1901–1984), US-amerikanischer Kameramann
- Snyder, William L. (1918–1998), US-amerikanischer Filmproduzent
- Snyder, Zack (* 1966), US-amerikanischer Filmregisseur, Drehbuchautor und FilmproduzentZack Snyder (* 1966)

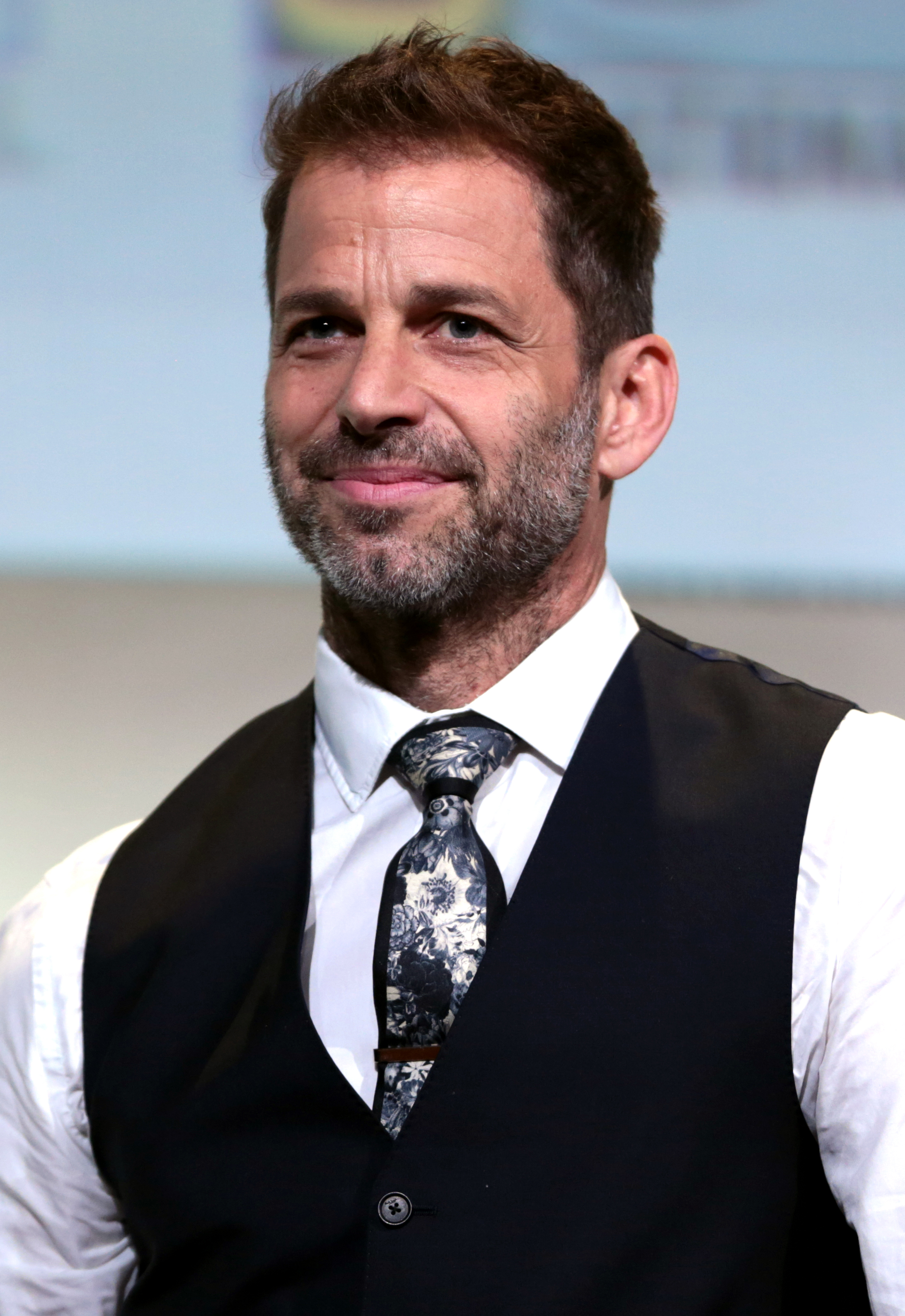
Zack Snyder (* 1966)

- Snyders, Antoine (* 1997), belgischer Sprinter
- Snyders, Frans († 1657), flämischer Maler
- Snyders, Sam, kanadischer Tanzlehrer und Kinderdarsteller
- Snykens, Henri (* 1854), belgischer Genremaler der Düsseldorfer Schule
- Snyman, Jaap (* 1919), südwestafrikanischer Bürgermeister
- Snyman, Kristi (* 2000), südafrikanische Hochspringerin
- Snyman, Wayne (* 1985), südafrikanischer Leichtathlet
- Snytina, Natalja Anatoljewna (* 1971), russische Biathletin